# Präsident (Schiff, 1901)
Die Präsident der Deutschen Ost-Afrika-Linie (DOAL) war ein kleinerer Reichspostdampfer der Reederei von 3310 BRT, den Blohm & Voss zehn Monate nach der Kronprinz von 5645 BRT fertigstellte. Die Reiherstiegwerft baute ein Schwesterschiff mit der Gouverneur von 3381 BRT. Nach dem Einsatz auf der Hauptlinie kamen die kleineren Schiffe 1907 auf der Nebenlinie Durban – Bombay zum Einsatz.
Die Präsident wurde im Oktober 1914 durch die Royal Navy beschlagnahmt und später versenkt.

## Geschichte derPräsident
Die 1901 fertiggestellte Präsident war der zwölfte Neubau der für den Reichspostdampferdienst 1890 gegründeten DOAL nach den um 3000 BRT großen Postdampfern Kanzler (1) (gestrandet 1891), Kaiser, Kanzler (2), der 1892 gelieferten Safari von 1433 BRT, den ersten Zwei-Schrauben-Postdampfern Herzog und König von 4900 BRT, der Kronprinz von 5645 BRT, dem Schwesterschiff Gouverneur und drei Küstendampfern. Die Präsident war der achte von Blohm & Voss gelieferte Neubau der Reederei, die neben den Neubauten in den ersten zehn Jahren auch sieben Schiffe zwischen 618 und 2884 BRT angekauft hatte.
In Hinblick auf den 1900 auslaufenden Reichspostdampfer-Vertrag beschaffte die DOAL mit Gouverneur und Präsident kleinere Dampfer neben dem größeren Schiffspaar Kronprinz/ Kurfürst, um darzustellen, dass bei den alten Vertragsbedingungen größere und repräsentativere Schiffe nicht wirtschaftlich einsetzbar seien. Die kleineren Neubauten waren für eine neue Zwischenlinie bestimmt, die von Hamburg über Neapel und den Suezkanal bis Beira und zurück führte und den Schwerpunkt auf den Frachtverkehr legte.
Die Präsident war 97,8 m lang und 12,2 m breit und wurde von einer Dreifach-Expansionsmaschine angetrieben, die 1500 PS leistete und eine Geschwindigkeit von 11,5 Knoten (kn) ermöglichte. Das mit 3310 BRT vermessene Schiff bot Platz für 32 Passagiere in der I. Klasse, 36 in der II. und 32 in der III. Klasse und hatte eine Tragfähigkeit 3760 tdw. Das Schiff lief am 19. Dezember 1900 vom Stapel und wurde am 16. April 1901 abgeliefert.
Das von der Reiherstiegwerft gebaute Schwesterschiff Gouverneur, schon Ende 1900 fertiggestellt, wurde von der Reederei nicht abgenommen, da die Stabilität ungenügend erschien. Erst nach Umbau der Aufbauten und Einbau von zusätzlichem Eisenballast wurde es zusammen mit dem Schwesterschiff eingesetzt. Dazu kam 1902 noch der vom Norddeutschen Lloyd angekaufte Dampfer Mark, der in Markgraf umbenannt wurde.
Das Schwesterschiff Gouverneur war kein glückhaftes Schiff: Am 30. April 1903 strandete das Schiff südlich von Ibo. Die auf der Nebenlinie nach Bombay eingesetzte Reichstag konnte zwar die Post und die Passagiere übernehmen und nach Beira bringen, dem havarierten Schiff aber nicht helfen. Zusammen mit dem Schlepper Kadett gelang es der Präsident  erst am 10. Mai, das verunglückte Schwesterschiff wieder frei zu bekommen und nach Sansibar einzuschleppen, von wo es am 25. Mai nach einer provisorischen Reparatur die Heimreise nach Hamburg antrat. Die Neufassung des Reichspostdampfer-Vertrages forderte dann für den Einsatz auf der Hauptlinie Reichspostdampfer von über 5000 BRT, die auch umgehend bestellt wurden, so dass die bis 1914 gelieferten neun neuen Postdampfer  alle größer ausfielen. Auch die bis 1914 gelieferten fünf Frachtschiffneubauten waren über 5000 BRT groß.
1907 wurden die beiden kleinen Postdampfer aus dem Dienst Europa-Ostafrika herausgenommen und die Präsident wurde am 27. August 1907 erstmals von Durban nach Bombay eingesetzt. Das Schwesterschiff Gouverneur kam am 9. November 1907 hinzu, ging aber schon am 31. Oktober 1909 durch Strandung vor Zavara Point zwischen Lourenco Marques und Inhambane verloren. In diesem seit 1892 betriebenen Dienst verblieb die Präsident dann bis 1914. Zuletzt wurden neben ihr der alte Postdampfer König, der angekaufte Frachter Somali, die Markgraf und die beiden von der DDG Kosmos angekauften Kommodore und Usambara eingesetzt.

### Ende derPräsident
Die Präsident verließ Anfang August 1914 Beira nach Daressalam, lief dann aber in Kenntnis der britischen Aktivitäten vor der Hauptstadt von Deutsch-Ostafrika das im Süden des deutschen Schutzgebietes liegende Lindi als Ausweichhafen an, wo sie am 8. August 1914 eintraf.

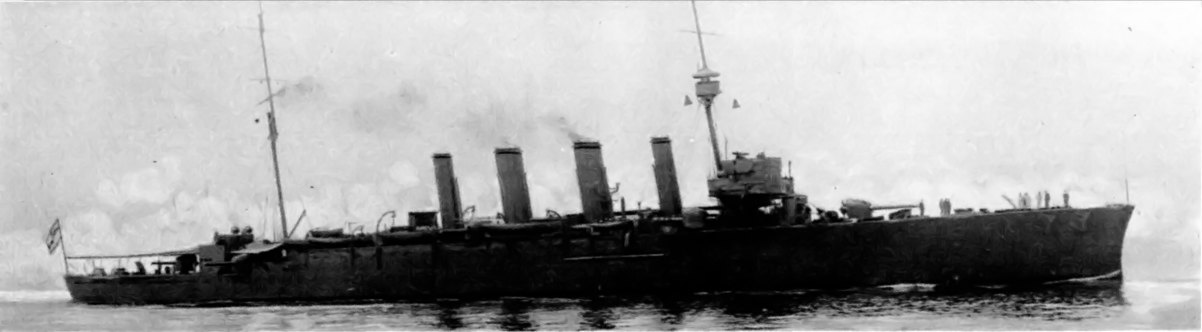
HMS Chatham

Am 18. Oktober 1914 wurde sie dort vom britischen Kreuzer Chatham bei dessen vierter Überprüfung entdeckt. Die Briten enterten das Schiff, das sich als Lazarettschiff ausgab, aber nicht entsprechend gekennzeichnet war. Sie fanden Hinweise auf eine Kohlenlieferung an die deutsche Königsberg und Karten der Rufijimündung, die die Möglichkeit zeigten, auch ein Seeschiff im Delta zu verstecken. Sie erklärten das Schiff für beschlagnahmt und ließen es, fahrunfähig gemacht, zurück.
Am 29. September 1915 erschienen die Kreuzer Hyacinth und Challenger vor Lindi und zerschossen das deutsche Schiff, das in Brand geriet und ausbrannte. 1919 wurde das schwer beschädigte Schiff nach Kapstadt geschleppt, um in ein Walfangschiff umgebaut zu werden. Dies scheiterte und das Wrack wurde schließlich mit Zement verfüllt als Teil der Mole in der Saldanha-Bay verbaut.

### Schiffe der DOAL im Durban-Bombay-Dienst 1914
| Name      | Bauwerft                   | BRT  | Länge [m] | Stapellauf i.D. WL    | weiteres Schicksal |
| --------- | -------------------------- | ---- | --------- | --------------------- | --- |
| König     | Reiherstiegwerft Nr. 397   | 4820 | 122,3     | 15.08.1896 30.10.1896 | 1911 Durban-Bombay-Dienst, 1914 nach Daressalam, 17. August 1915 durch HMS Hyacinth versenkt |
| Somali    | Blohm & Voss Nr. 68        | 2532 | 97,9      | 23.10.1889 22.08.1901 | ex Osiris / DDG Kosmos, 1901 angekauft für Durban-Bombay-Dienst, 1914 Versorger der SMS Königsberg, 3. November 1914 im Rufiji durch Artillerietreffer von HMS Chatham in Brand                            |
| Markgraf  | Armstrong Mitchell Nr. 610 | 3680 | 110,7     | 28.09.1893 15.07.1902 | ex Mark / NDL, 1902 angekauft, 1908 als Pilgerschiff von Indien nach Arabien eingesetzt, 1909 Durban-Bombay-Dienst, 1914 nach Tanga, 19. August 1915 durch HMS Hyacinth, Mersey und Severn versenkt        |
| Kommodore | Blohm & Voss Nr. 171       | 6013 | 125,3     | 12.07.1904 23.09.1910 | ex Esne / DDG Kosmos, 1910 angekauft, 1913 Durban-Bombay-Dienst, 1914 Zuflucht in Goa gesucht, 26. Februar 1916 durch Portugal beschlagnahmt: Mormugoa, 24. Oktober 1929 als Zaire vor São Tomé gestrandet |
| Usambara  | Blohm & Voss Nr. 168       | 5999 | 125,2     | 19.09.1903 10.1910    | ex Edfu / DDG Kosmos, 1910 angekauft, 1913 Durban-Bombay-Dienst, 1914 in Teneriffa Schutz gesucht, 1919 an Frankreich ausgeliefert: Montana, 22. März 1928 vor La Désirade gestrandet                      |

Nach Bombay hatte die DOAL im April 1892 von Sansibar erstmals mit dem Neubau Safari (1433 BRT) einen Dienst aufgenommen, der mit der Setos, der Sultan und der Somali angekaufte Schiffe folgten, ehe ab 1902 auch ältere Postdampfer (zuerst die Bundesrath und die Reichstag) folgten.